# Маннергеймы
Ма́ннергеймы (нем. von Mannerheim) — баронский и графский род.
Наиболее известный представитель рода — генерал Русской Императорской армии, маршал Финляндии, президент Финляндии Карл Густав Эмиль Маннергейм (1867—1951).

## Исторические сведения
До начала 2000-х годов считалось, что Маннергеймы переехали в Швецию из Голландии. Однако финско-голландская группа исследователей в начале 2007 года опубликовала сообщение о том, что в архиве Гамбурга ими была найдена церковная книга, согласно которой старейший из известных предков Густава Маннергейма, Хинрих Маргейн (Hinrich Marhein), был крещён в церкви Святого Якоба в Гамбурге 28 декабря 1618 года. Из записи о его рождении следует, что его отцом был некий Хеннинг Маргейн (Henning Marhein), которому было предоставлено гражданство города Гамбурга в 1607 году.
Существует документ, из которого следует, что Хинрих Маргейн, который после переезда в Швецию стал зваться Генрихом, основал здесь железоделательный завод. Его сын в 1693 году был возведён в шведское дворянство (под фамилией Маннергейм).
Грамотой Шведского короля Адольфа-Фридриха от 18 (по новому стилю 29 февраля) 1768 года генерал-майор и командир Далекарлийского полка Густав-Генрих Маннергейм и отставной полковник Иоганн-Августин Маннергейм были возведены, с нисходящим их потомством, в баронское королевства Шведского достоинство.
Потомство последнего из них было внесено 25 января (6 февраля) 1818 года в матрикул Рыцарского Дома Великого Княжества Финляндского, в число родов баронских, под № 18.
Карл Эрик Маннергейм, прадед Густава Маннергейма, был в 1825 году возведён в графское достоинство. После этого старший отпрыск в семье мужского пола становился графом и членом графского рода (графский род № 8 Финляндского Дворянского собрания), а младшие братья старшего члена фамилии (к которым относился и Густав Маннергейм) и представители младших генеалогических ветвей оставались баронами.

## Некоторые представители рода
- Граф Карл Эрик Маннергейм (1759—1837) возглавлял финляндскую делегацию, которая вела в 1807 году переговоры в Санкт-Петербурге об условиях перехода Финляндии от Швеции к России; именно ему ставят в заслугу то, что Финляндия, войдя в состав Российской империи, получила автономию, а также имела сословный парламент. Он приобрёл имение Лоухисаари с трёхэтажным жилым домом.
- Граф Маннергейм, Карл Густав (1797—1854) — президент верховного суда в Выборге, выдающийся финский энтомолог, сын Карла Эрика Маннергейма, дед маршала Маннергейма.
- Граф Карл Роберт Маннергейм (1835—1914) — промышленник, писатель; сын Карла Густава Маннергейма (энтомолога), отец Карла Густава Маннергейма (маршала).
- Барон Маннергейм, Карл Густав Эмиль (1867—1951) — генерал Русской Императорской армии, маршал Финляндии, финский государственный деятель, президент Финляндии в 1944—1946.